# Marivan (Aracaju)
Marivan é um bairro da zona sul de Aracaju, limitando-se ao leste com o bairro São Conrado, ao sul com o bairro Aeroporto e ao oeste com o bairro Santa Maria.
Inicialmente, essa região era referida como loteamento e fazia parte do bairro Santa Maria, no entanto, com a Lei nº 5.022 de 19 de abril de 2018, a Câmara Municipal de Aracaju derrubou um veto da prefeitura do município e no artigo 1º dessa lei denominou bairro a área referida.
O bairro é caracterizado por ser predominantemente residencial e durante os últimos anos, devido à sua expansão vem se tornando uma região de interesse da indústria predial imobiliária.